# Elecciones provinciales de Manabí de 2023
Las elecciones provinciales de Manabí de 2023 hacen referencia al proceso electoral que se llevó a cabo el 5 de febrero de dicho año con el fin de designar a las autoridades locales para el período 2023-2027.Se elegirá a un prefecto y viceprefecto en binomio electoral.

## Preparación
La elección de las autoridades locales que se posesionarán el 14 de mayo de 2023 comenzó su preparación con la definición del plan operativo y del presupuesto inicial de las Elecciones seccionales será de 109 300 000 dólares, aprobado por el Consejo Nacional Electoral (CNE), El monto es 29% menor al destinado por el órgano electoral en las  elecciones seccionales de 2019.

## Precandidaturas Retiradas
| Lista | Logo | Partido / Movimiento | Precandidato a la prefectura | Razón                     | Ref   |
| ----- | ---- | -------------------- | ---------------------------- | ------------------------- | ----- |
| 72    |      | Sí Podemos           | Jaime Estrada Bonilla        | Endosa a Leonardo Orlando | [ 2 ] |

## Candidaturas
| Lista      | Logo | Partido / Movimiento                                                                                                  | Prefecto                  | Cargos Previos                                     | Viceprefecto               | Ref.          |
| ---------- | ---- | --- | ------------------------- | -------------------------------------------------- | -------------------------- | ------------- |
| 1 33       |      | Centro Democrático Movimiento RETO                                                                                    | Gonzalo Rodríguez Guillén | Empresario                                         | Juliana Zambrano Cedeño    | [ 3 ]         |
| 2          |      | Unidad Popular | Isaac Avellán Cedeño      | Abogado                                            | Raisa Sánchez Benavides    | [ 4 ] [ 5 ]   |
| 5 72       |      | Revolución Ciudadana Sí Podemos                                                                                       | Leonardo Orlando Arteaga  | Prefecto de Manabí (desde 2019)                    | Kelly Buenaventura Moreira | [ 2 ] [ 6 ]   |
| 12         |      | Izquierda Democrática                                                                                                 | Jorge Loor Zambrano       | Presidente del Frente Cívico Hídrico de Manabí     | Angélica Loor              | [ 7 ]         |
| 16         |      | Movimiento AMIGO | María José Bravo Gómez    | Directora Ejecutiva de Experience Medios y Eventos | Mario Navarrete Navarrete  | [ 7 ]         |
| 20         |      | Democracia Sí | Roddy Zambrano Olmedo     | Árbitro de Fútbol                                  | Carmen Quijano Ganchoso    | [ 8 ]         |
| 21 25      |      | Manabitamente Conformado por: - Movimiento CREO - Movimiento Construye                                                | Jorge Zambrano Cedeño     | Alcalde de Manta (1996-2009; 2014-2019)            | Sandra Arteaga Rosado      | [ 2 ] [ 9 ]   |
| 35         |      | Movimiento MOVER | Jorge Arteaga Santana     | Comerciante                                        | Ximena Quijano Álava       | [ 4 ] [ 10 ]  |
| 62 65 6 23 |      | Alianza por la Unidad Manabita Confomado por: - CAMINANTES - Unidad Primero - Partido Social Cristiano - Partido SUMA | Agustín Casanova Cedeño   | Alcalde de Portoviejo (2014-2022)                  | Gema Cevallos Torres       | [ 11 ] [ 12 ] |
| 95         |      | Movimiento Nueva Generación                                                                                           | Jacinto Moreira Andrade   | Servidor Público 5 y 7 del IESS                    | Kassandra Polo Santana     | [ 7 ]         |

## Resultados

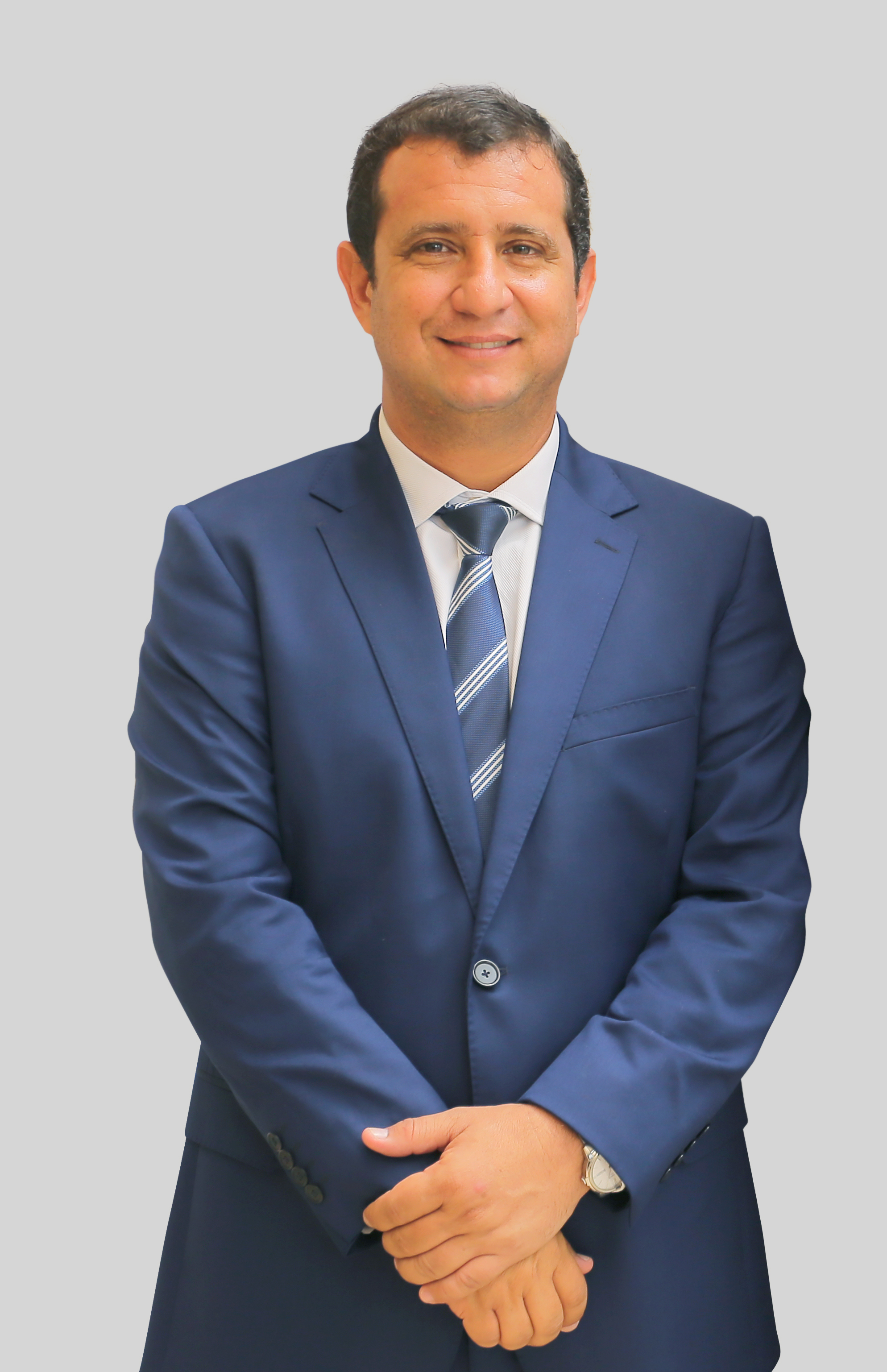
Leonardo Orlando, Prefecto de Manabí reelecto.

|  | 42.91 % |

|  | 32.75 % |

|  | 7.72 % |

|  | 3.16 % |

|  | 2.57 % |

|  | 2.52 % |

|  | 2.47 % |

|  | 2.20 % |

|  | 2.09 % |

|  | 1.61 % |

|  | 100 % |